# 프루아사르-스토라 방정식
프루아사르-스토라 방정식(영어: Froissart–Stora equation)은 스토리지 링에 있는 고에너지 전하 입자 빔이 스핀 동조에서 공명을 통과할 때 겪게 되는 편극의 변화를 기술한다. 이 방정식은 프랑스 물리학자 마르셀 프루아사르와 레이몽 스토라의 이름을 따서 명명되었다.
공명 통과 후의 편극은 다음 식으로 주어진다.
{\displaystyle P_{y}=P_{y0}\left[2\exp \left({-{\frac {\pi |\epsilon |^{2}}{2\alpha _{0}}}}\right)-1\right]}
여기서 {\displaystyle \epsilon }은 공명 강도이고 {\displaystyle \alpha _{0}}은 공명을 통과하는 속도이다. {\displaystyle P_{y0}}는 공명 통과 전의 초기 편극이다.
공명은 에너지를 높여 스핀 동조가 공명을 통과하게 하거나, 스핀 진동과 공명하는 주파수의 횡방향 자기장으로 구동하여 통과할 수 있다.
프루아사르-스토라 방정식은 응집 물질 물리학의 란다우-제너 효과와 직접적인 유사성을 가진다.

## 기타 스핀 동역학 효과
원래 프루아사르-스토라 방정식은 편극 양성자를 위해 도출되었다. 이 방정식은 저장 링의 편극 전자에 대해서도 적용될 수 있다. 이 경우, 싱크로트론 방사로 인한 추가적인 편극 효과가 발생한다. 특히, 소콜로프-테르노프 효과는 스핀 뒤집힘 방사로 인한 편극을 설명한다. 비평면 링의 경우, 데르베네프와 콘드라텐코가 수행한 바와 같이 이를 일반화해야 한다.

## 내용주
1. ↑  Froissart, Marcel; Stora, Raymond (June 1960). 《Depolarisation d'un faisceau de protons polarises dans un synchrotron》. 《Nuclear Instruments and Methods》 7. 297–305쪽. Bibcode:1960NucIM...7..297F. doi:10.1016/0029-554X(60)90033-1.
2. ↑  http://iopscience.iop.org/0034-4885/68/9/R01/ "Spin-polarized charged particle beams in high-energy accelerators" by S. Mane et al. (2005)
3. ↑  Turrin, A. (1982년 2월 8일). 《Dynamics of traversing an avoided level crossing》. 《Physics Letters A》 87. 455–456쪽. Bibcode:1982PhLA...87..455T. doi:10.1016/0375-9601(82)90757-5.
4. ↑  http://pra.aps.org/abstract/PRA/v37/i2/p456_1 "Calculations of Bell and Leinaas and Derbenev and Kondratenko for radiative electron polarization"